# Zelandia (prowincja)
Zelandia (niderl. Zeeland  [ˈzeːlɑnt], w dialekcie miejscowym Zeêland) – niderlandzka prowincja, leżąca na południowym zachodzie Holandii, składająca się z szeregu wysp, półwyspu oraz części lądu stałego na granicy z Belgią, zwanego Zeeuws-Vlaanderen (pl. Flandria Zelandzka). Stolicą prowincji jest miasto Middelburg.
Od nazwy tej prowincji wziął nazwę archipelag Nowa Zelandia na Oceanie Spokojnym oraz kraj na nim leżący, a także planetoida (1336) Zeelandia. Często fakty te bywają przedmiotem pomyłek wśród obcokrajowców, z racji istnienia duńskiego regionu administracyjnego o tej samej nazwie.

## Społeczeństwo
Mieszkańcy Zelandii posługują się regionalnym dialektem języka flamandzkiego – dialektem zelandzkim (Zeêuws). W 2005 roku całą prowincję zamieszkiwało oficjalnie 379 948 osób.

### Religia
Zelandczycy w 2015 roku deklarowali swoje wyznania religijne następująco:
- Ateizm (46.6%)
- Kościół Protestancki w Holandii (28.4%)
- Katolicyzm (16.1%)
- Inne (7.4%)
- Islam (1.5%)

## Historia i atrakcje turystyczne

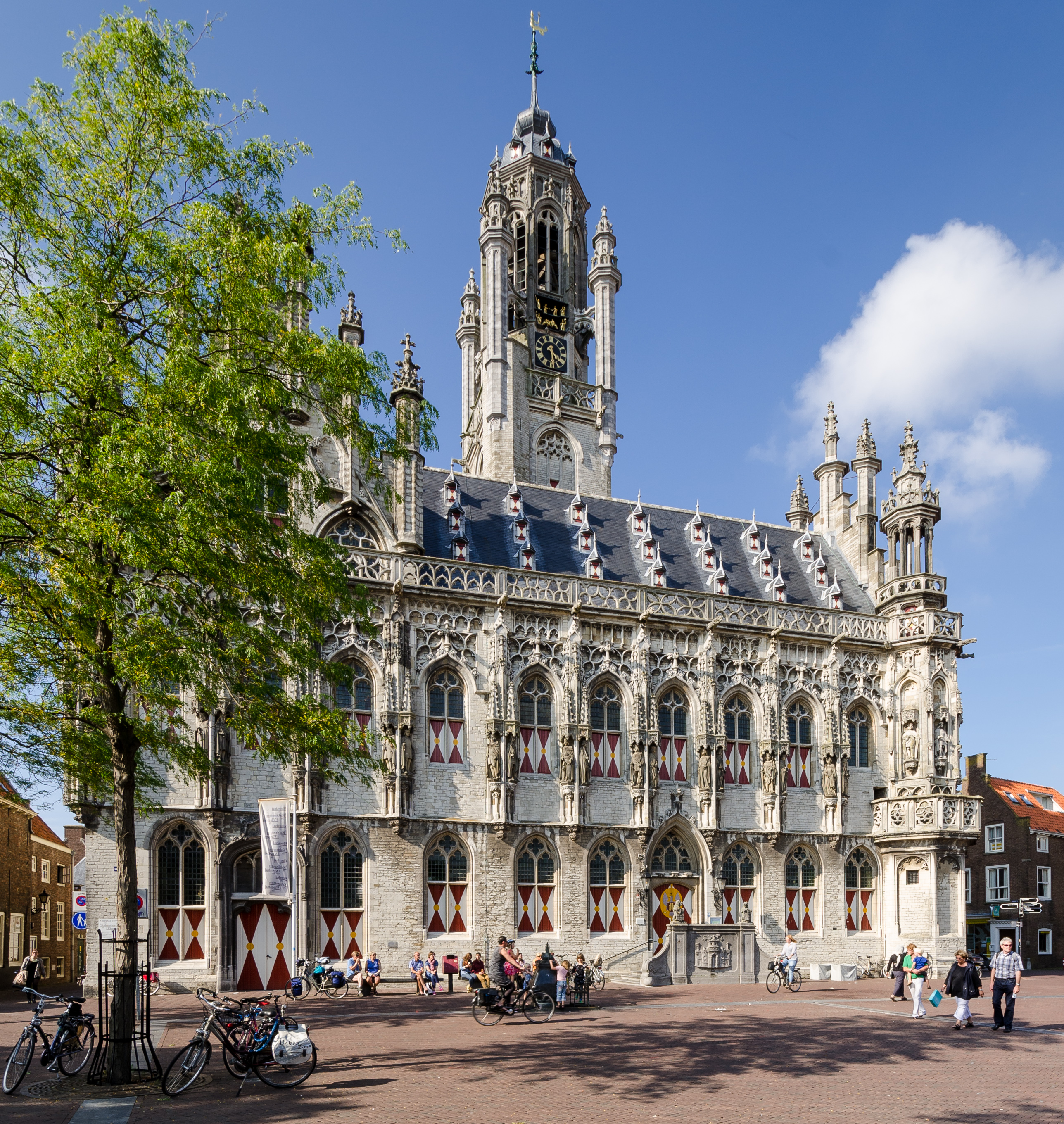
Ratusz w Middelburgu

Zeelandia była częścią Imperium Rzymskiego od czasu wojen galijskich. Niektóre zabytkowe obiekty pochodzą z tego okresu, jak na przykład stela bogini Nehalennia, którą rybacy znaleźli w 1647 roku, w pobliżu nadmorskiego kurortu Domburg.

Wiele historycznych atrakcji turystycznych tej prowincji koncentruje się w większych miastach.

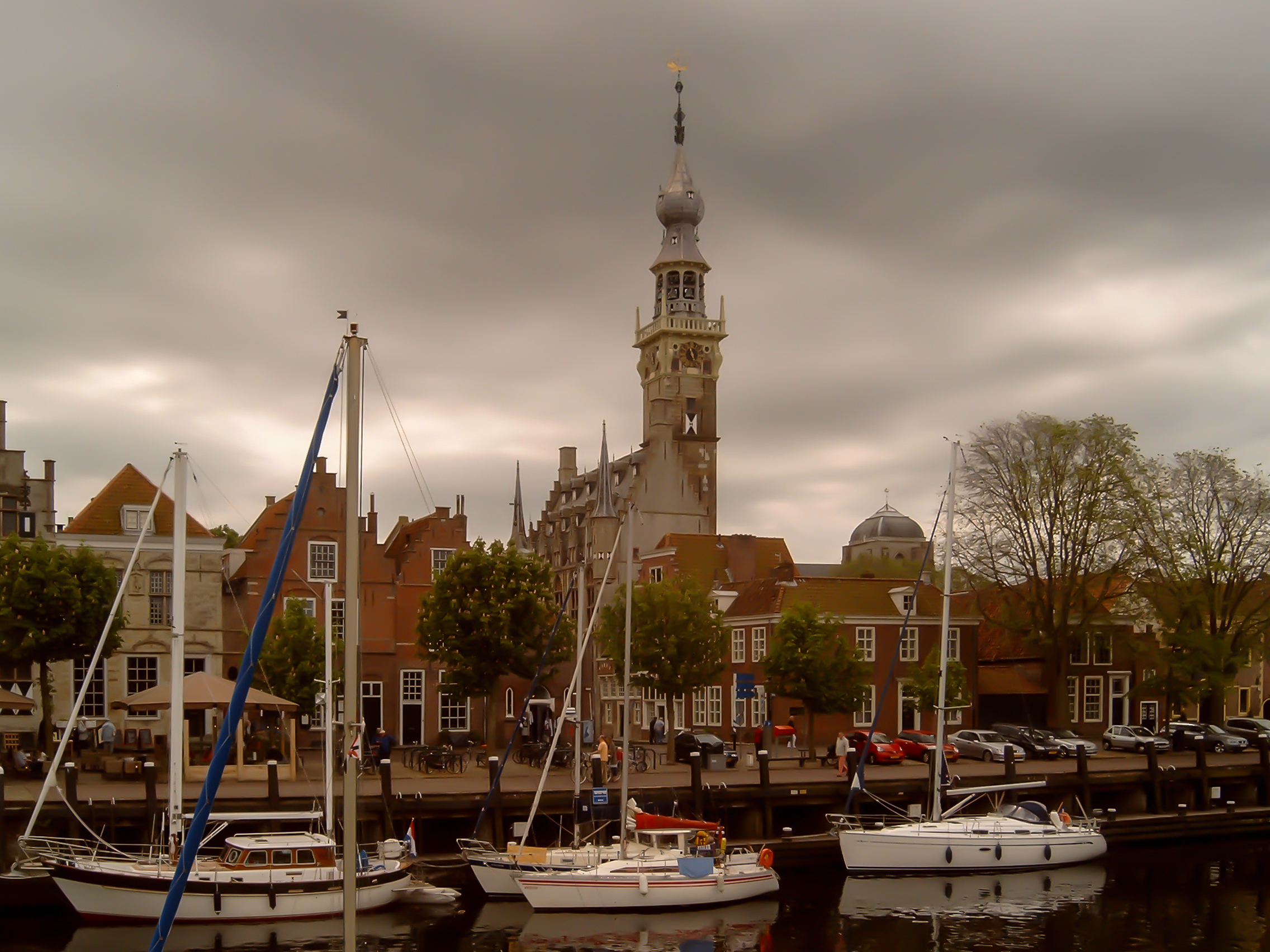
Ratusz i przystań jachtowa w Veere

### Middleburg
W stolicy prowincji obiektem zainteresowania jest opactwo Onze-Lieve-Vrouwe, ratusz miejski, czy także park miniatur o nazwie Miniatuur Walcheren, w którym w skali 1:20 odtworzono najważniejsze zabytki półwyspu Walcheren. Atrakcją jest także Muzeum Zeeuws (Muzeum Prowincji Zeeland), także znajdujący się w granicach Middelburgu.

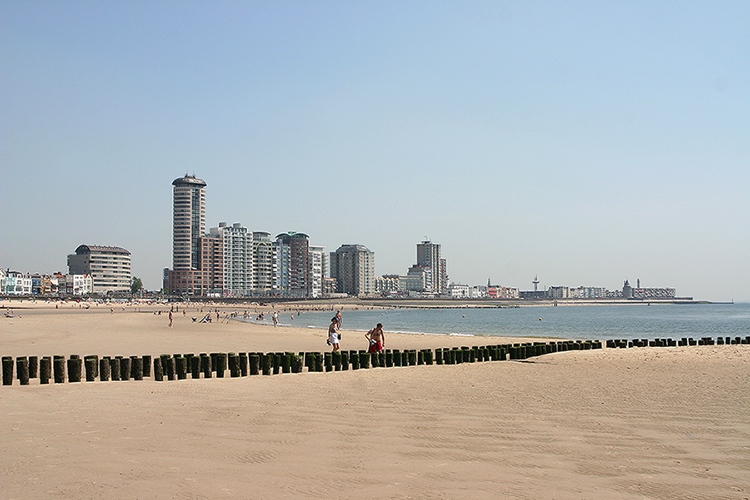
Plaża w Vlissingen

### Inne miejscowości
- Veere szczyci się wielowiekową zabudową. Wiele domów pochodzi z XVI lub XVII w., kiedy kwitł szkocki handel wełną,
- miasto Vlissingen, które leży u ujścia zachodniego Skaldy,(Westerschelde) na Morzu Północnym, jest atrakcją turystyczną ze względu na swoje położenie. Z bulwaru można obserwować ożywiony ruch statków do i z Antwerpii i Vlissingen,
- stare miasto w Goes jest od lat 70. XX w. uznane za zabytek kultury,
- stare miasto w Zierikzee jest od lat 60. XX w. uznane za zabytek kultury. Prawie 600 budynków oznaczono jako historyczne,
- w miejscowości Hulst w Zeeuws-Vlaanderen całkowicie zachowały się mury miejskie o długości około czterech kilometrów oraz bramy miejskie z XVI i XVIII w.

### Wyspa Neeltje Jans
Na sztucznej wyspie Neeltje Jans, która na przestrzeni lat została przekształcona w park rozrywki, znajduje się centrum informacji turystycznej i śluza. Drogi poprowadzone po nowych tamach i wałach poprawiły komunikację między Zelandią a Holandią Południową.

## Infrastruktura

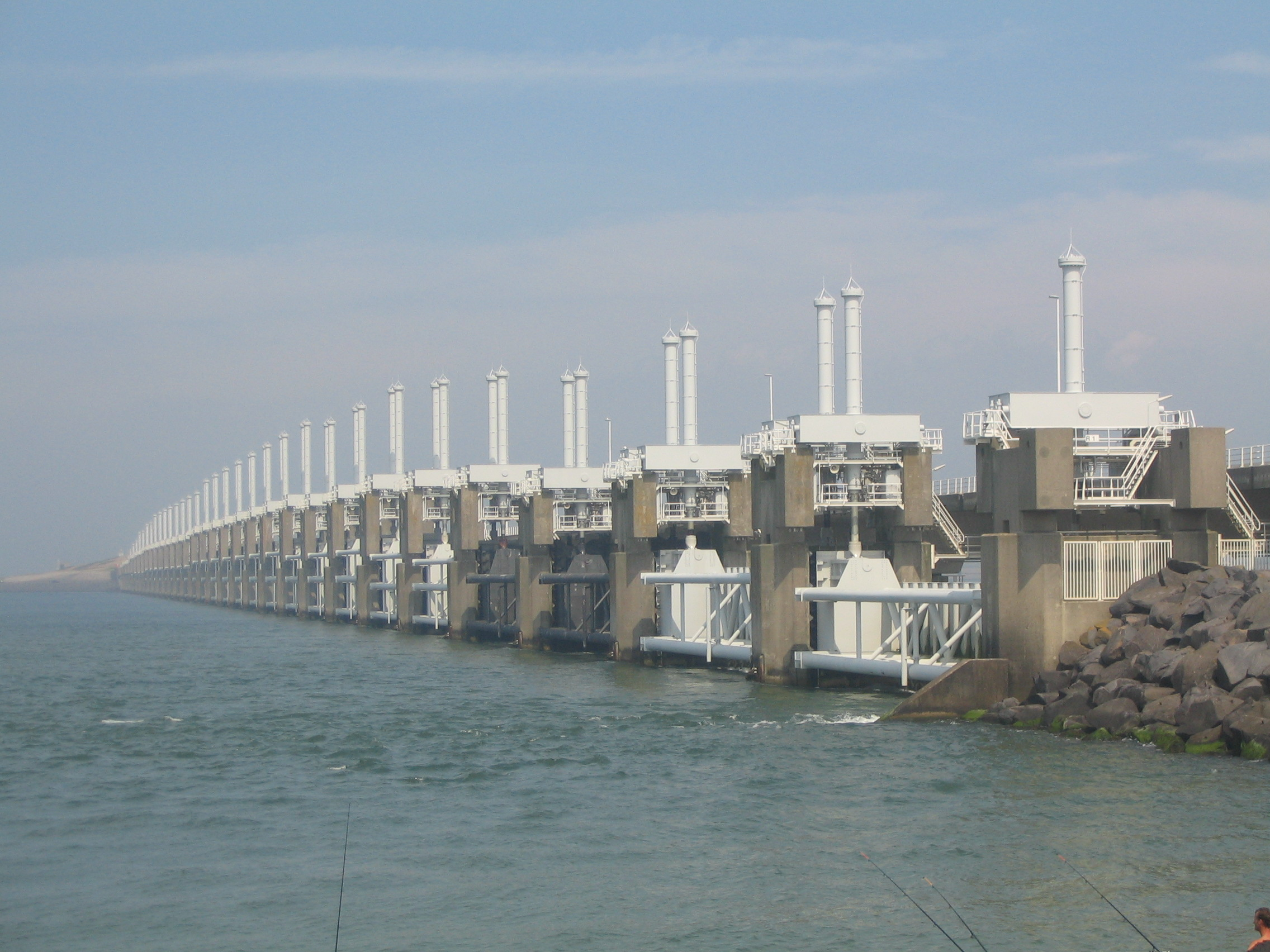
Zapora Oosterscheldekering na Skaldzie wschodniej

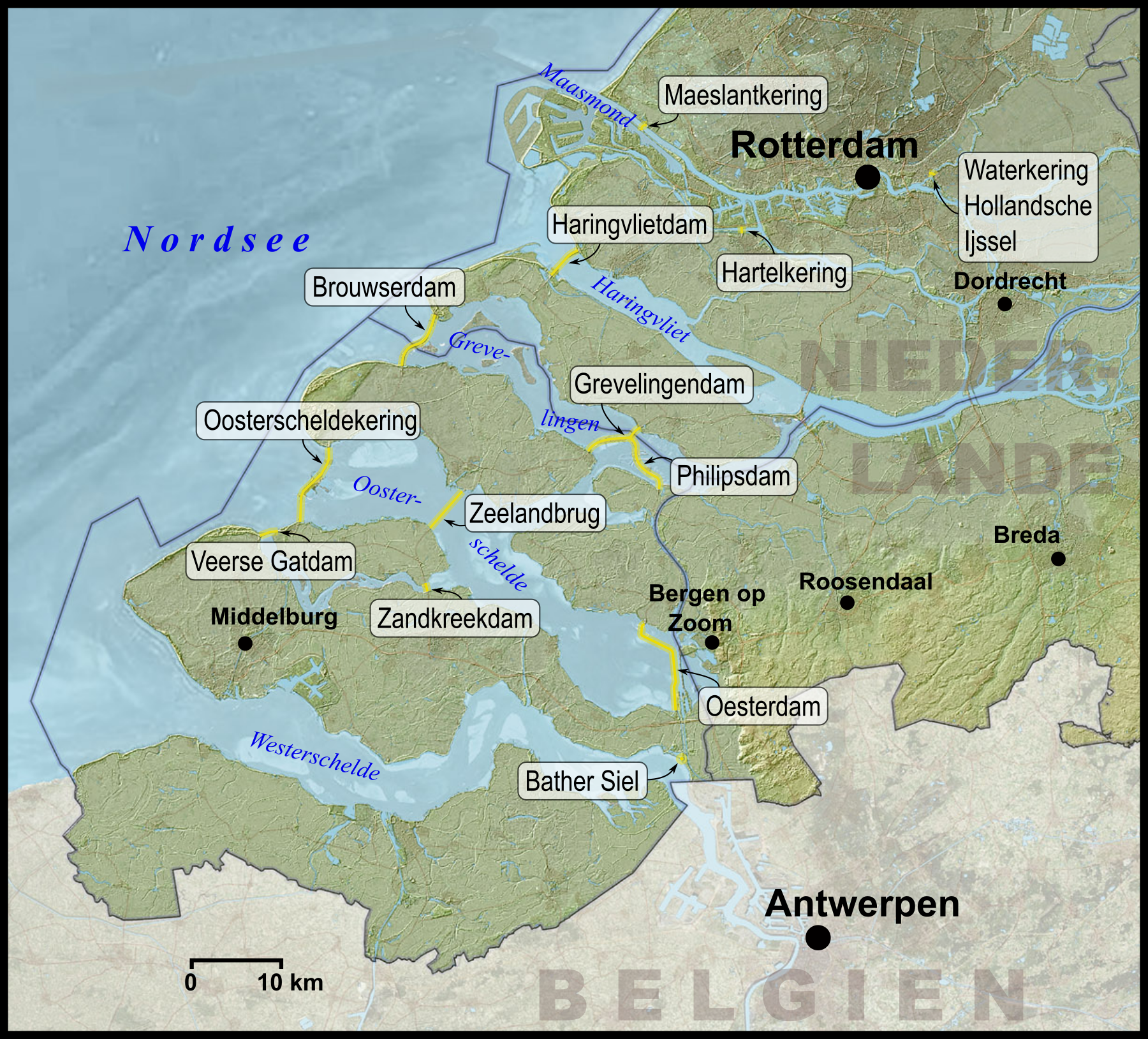
System zapór w Zelandii w ramach Planu Delta

Obiekty infrastrukturalne, skonstruowane na terenie prowincji, również mogą stanowić atrakcję turystyczną i obiekt zainteresowania ludzi zainteresowanych tematem budownictwa i architektury.

### Zapora Oosterscheldekering

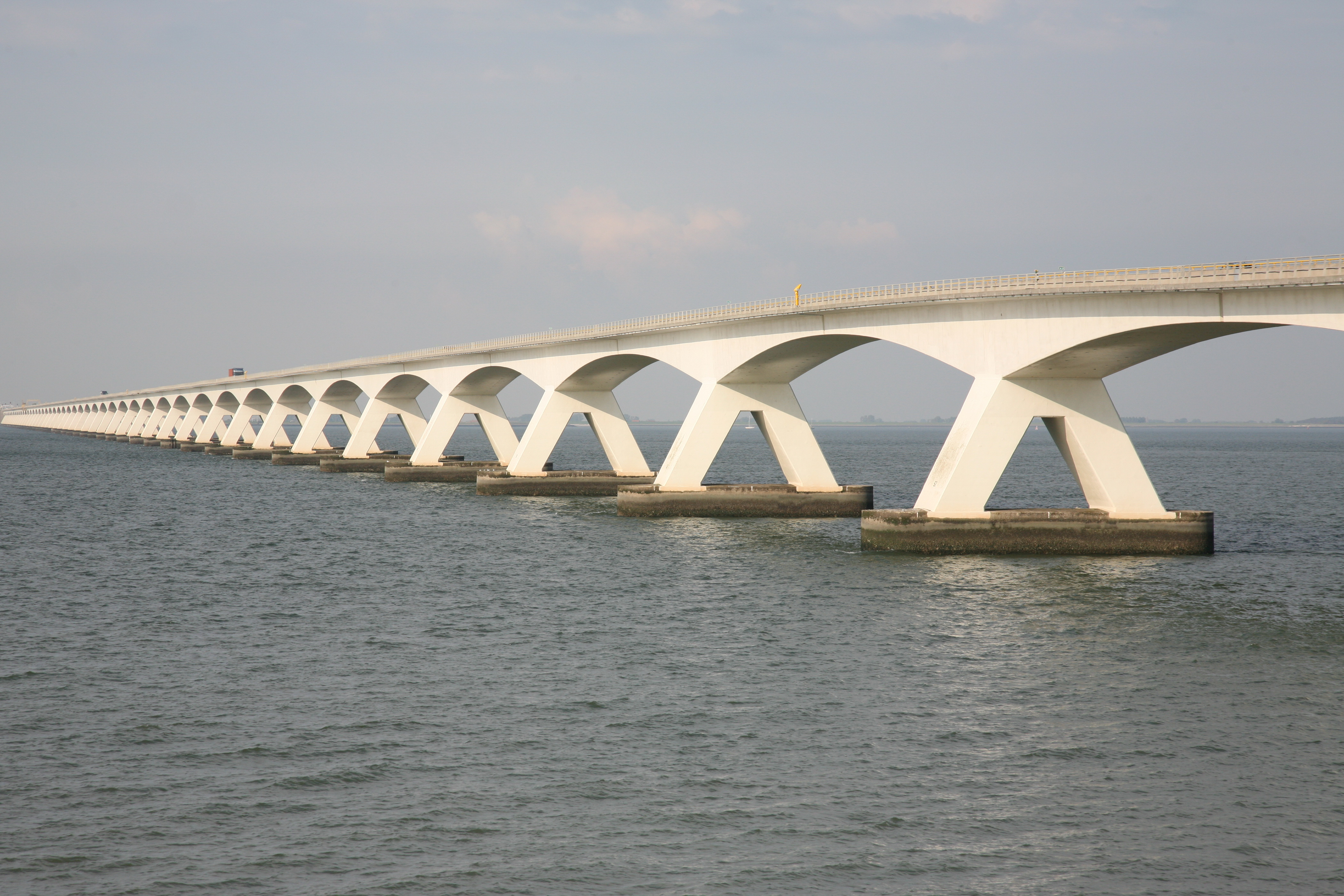
Most Zeelandbrug

Największym technicznym obiektem w Zelandii jest zapora przeciwpowodziowa Oosterscheldekering, wchodząca w skład urządzeń przeciwpowodziowych Planu Delta o długości 8 km, która może odciąć cały obszar Wschodniej Skaldy w 75 minut. W języku ojczystym mówi się o nim jako o „ósmym cudzie świata”. 

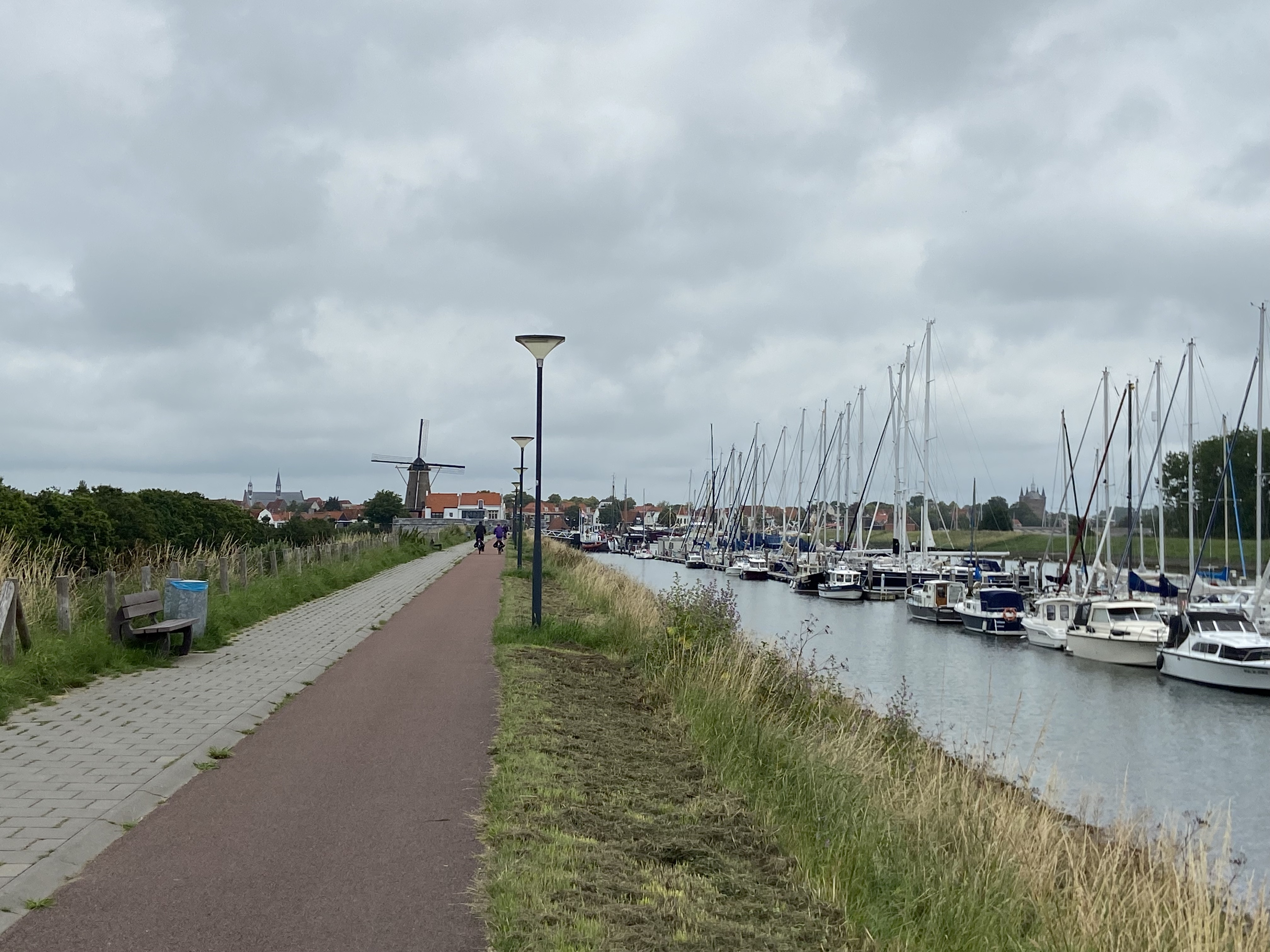
Ścieżka rowerowa wzdłuż kanału Nowego Portu w Zierikzee

### Most Zeelandbrug
Ciekawostką infrastrukturalną jest most Zeelandbrug, który łączy Schouwen-Duiveland z Noord-Beveland. Przez pewien czas był to najdłuższy most w Holandii. Posiada jezdnie dla samochodów, drogę dla rowerów i ma odcinek z mostem zwodzonym umożliwiającym przepływanie pod nim większych jednostek.

### Udogodnienia dla cyklistów
Dużą atrakcją i ułatwieniem dla turystyki rowerowej jest doskonale rozwinięta i oznakowana sieć wyasfaltowanych ścieżek rowerowych umożliwiających przyjemny dojazd rowerem do wszystkich ciekawostek turystycznych, skrzyżowania ruchu motorowego i rowerami dają pierwszeństwo rowerom.